# Medium Mk II
Il Vickers Medium Mark II era un carro armato medio britannico prodotto dalla Vickers nel periodo interbellico.

## Storia
Il Mk II, derivato dal Vickers Medium Mk I, fu sviluppato per rimpiazzare gli ultimi Medium Mark C ancora in servizio. La produzione e le varie ricostruzioni si protrassero dal 1925 al 1934. Il carro fu ritirato dal servizio nel 1939, rimpiazzato dal Cruiser Mk I. Il mezzo incorporava, rispetto al Mk I, alcuni miglioramenti: una sovrastruttura più alta con cupola del conduttore sulla sommità anziché feritoia sulla parte frontale; sospensioni migliorate protette da gonne corazzate; frizioni Rackham, che fornivano un primitivo servo-controllo meccanico. A causa del suo peso sensibilmente maggiore, la velocità massima del Mk II era inferiore al Mk I.

### Impiego operativo
I Mk II ed i precedenti Mk I andarono a rimpiazzare parte dei carri pesanti Mark V. Entrambi i carri medi equipaggiarono i Royal Tank Regiment fino alla dismissione, che ebbe inizio nel 1938. Nel novembre 1939, alcuni Mk II vennero invianti in Egitto per sperimentazioni condotte dal maggior generale Sir Percy Hobart e la sua Mobile Division, ma i carri Vickers vennero radiati dalla prima linea prima della dichiarazione di guerra da parte del Regno d'Italia e vennero usati per l'istruzione iniziale dei conduttori.
Durante i preparativi britannici contro la temuta invasione tedesca nell'estate del 1940, alcuni di questi obsoleti carri vennero riattivati per un breve periodo. Alcuni Mk II in postazione fissa furono usati per fronteggiare l'invasione italiana dell'Egitto nel settembre 1940; uno venne interrato in un bunker delle difese britanniche di Marsa Matruh.

## Tecnica
Il Mark II condivideva scafo, sospensioni e trasmissioni con il Mk I, ma montava una sovrastruttura di nuova concezione. L'armamento primario era costituito da un cannone Ordnance QF 3 lb da 47 mm e da quattro mitragliatrici Hotchkiss Mle 1909, il tutto nella torretta. La parte posteriore della torretta era inclinata, in modo che le due mitragliatrici installate in fuga potevano essere usate anche per la difesa antiaerea.

## Varianti

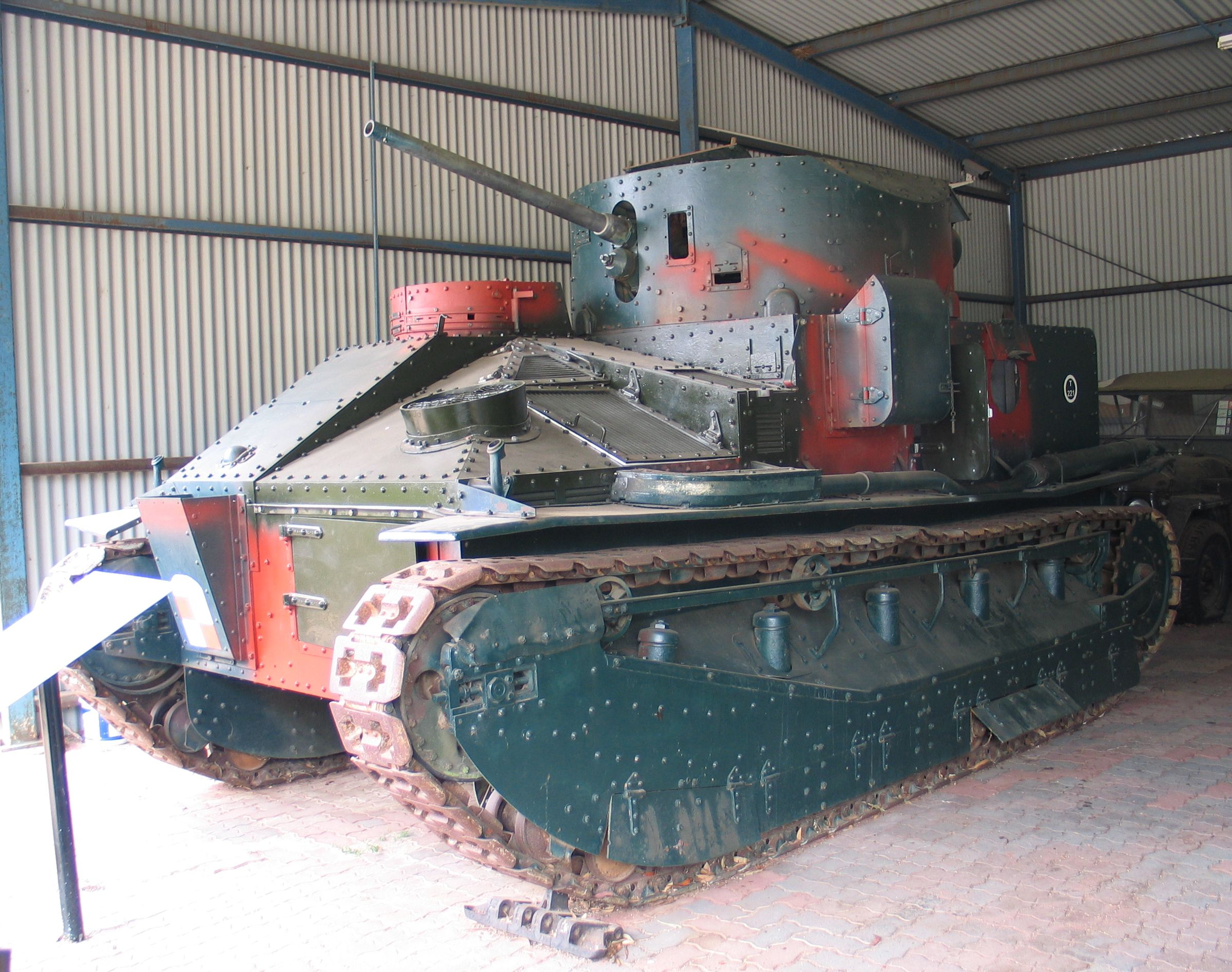
Un Medium Mark II* Special.

- Mark II: versione originale, costruita in un centinaio di esemplari.
- Mark II*[2]: su 56 veicoli originali vennero rimosse le mitragliatrici Hotchkiss, venne aggiunta una Vickers ed il posto del capocarro venne arretrato per evitare il rischio che questo venisse colpito allo stomaco dai bossoli spenti espulsi dal cannone.
- Mark IIA: 20 nuovi veicoli costruiti nel 1930. Venne rimossa la superficie inclinata posteriore della torretta e venne installato una ventola elettrica corazzata sul lato sinistro.
- Mark II**[3]: 44 veicoli originali Mk II ricostruiti allo standard Mk II*. Nella parte posteriore della torretta venne installata una radio in contenitore corazzato. Il peso saliva a 13,5 tonnellate.
- Mark IIA*: 20 veicoli Mk IIA portati allo standard Mk II**.
- Medium Mark II Tropical: nel 1928 cinque carri vennero inviati in Egitto. Vennero modificati con l'installazione di pannelli spaziati di amianto sulle superfici superiori.
- Mark IIA CS: alcuni Mk IIA vennero ricostruiti come veicoli per il supporto ravvicinato alla fanteria. Il cannone era sostituito da un obice da 15 lb 3.7 inch (94 mm), utilizzato soprattutto per il lancio di granate fumogene (anche se il carro trasportava anche granate HE)[4] Each company headquarters was equipped with two of these vehicles.[4]. Il peso saliva a 14 tonnellate.
- Mark D : veicolo one-off costruito per lo Stato Libero d'Irlanda e consegnato nel 1929. Montava un più potente motore posteriore a 6 cilindri Sunbeam Amazon, erogante 170 hp a 2100 rpm. L'armamento era costituito da un QF 6 pdr 8 cwt e da 4 mitragliatrici Vickers. Il carro venne demolito nel 1940.
- Medium II Bridgecarrier: progetto sperimentale per convertire qualsiasi Mk II in veicolo gettaponte di circostanza, montando travi da ponte e la strumentazione per il loro lancio. La proposta non venne adottata.
- Medium II Female: nel 1927 furono costruiti dure carri per il Governo anglo-indiano, sotto la guida del sottotenente J.T. Crocker. La torretta era priva dell'armamento principale, ridotto alle sole mitragliatrici. Pur essendo di fatto normali Mk II e venendo così chiamati, ufficialmente ricevettero la denominazione ufficiale Tank Light Mark IA Special (L) India.
- Medium II Box Tank: esemplare unico di carro comando, ottenuto nel 1928 per conversione di un Mk II tramite rimozione della torretta in favore di una grossa sovrastruttura rettangolare. L'armamento era ridotto ad una singola mitragliatrice in blindosfera frontale, mentre l'apparato di comunicazione era costituito da due radio: una a corto raggio per comunicazioni tattiche ed una a lungo raggio per le comunicazioni con i comandi superiori. Il carro venne impiegato inizialmente da un comandante di battaglione ed in seguito dal comando di brigata[4]. *Medium Mark II* Special: nel 1929 furono prodotti 4 carri per l'Australia con la mitragliatrice coassiale a sinistra del cannone ed una Vickers addizionale sul lato sinistro della torretta.
- Medium Mark II* Command Tank: nel 1931 venne realizzato un secondo carro comando per la Tank Brigade, sostituendo l'armamento principale con un cannone finto, bloccando la torretta ed installando una radio addizionale nello spazio così ottenuto.
- English Workman: soprannome dato dai Russi a 15 (o 16) carri Vickers Medium Mark II acquistati nel 1931. Questa variante era priva di cupola per il conduttore, la torretta aveva pareti meno inclinate ed erano presenti ventole corazzate sui lati dello scafo. Una mezza dozzina di questi carri venne trovata priva di motori e carri dalle forze finlandesi nei pressi di Vitele nell'autunno 1941, durante la guerra di continuazione[5].
- Birch Gun: tre prototipi di semovente d'artiglieria realizzati tra il 1926 ed il 1929 per le prime sperimentazioni campali di guerra meccanizzata. La versione Mk I era armata con un cannone campale Ordnance QF 18 lb da 84 mm; la Mk II aveva uno scafo allungato ed era armata con un cannone da 75 mm su un affusto dotato di maggiore alzo.